# Scombroclupea
Genre
Scombroclupea est un genre éteint de poissons osseux de l’ordre des Clupeiformes. Il vivait lors du Cénomanien. Son espèce type est Scombroclupea macrophtalma.

## Systématique
Ce genre a été créé par Rudolf Kner en 1863 pour décrire une nouvelle espèce qu'il nomme Scombroclupea pinnulata, espèce non reconnue aujourd'hui par Paleobiology Database.

## Liste d’espèces
Selon Paleobiology Database (11 octobre 2020) :
- † Scombroclupea diminuta Forey et al., 2003
- † Scombroclupea gaudryi Pictet & Humbert, 1806
- † Scombroclupea macrophthalma Heckel, 1848
- † Scombroclupea scutata Woodward, 1908

## Galerie

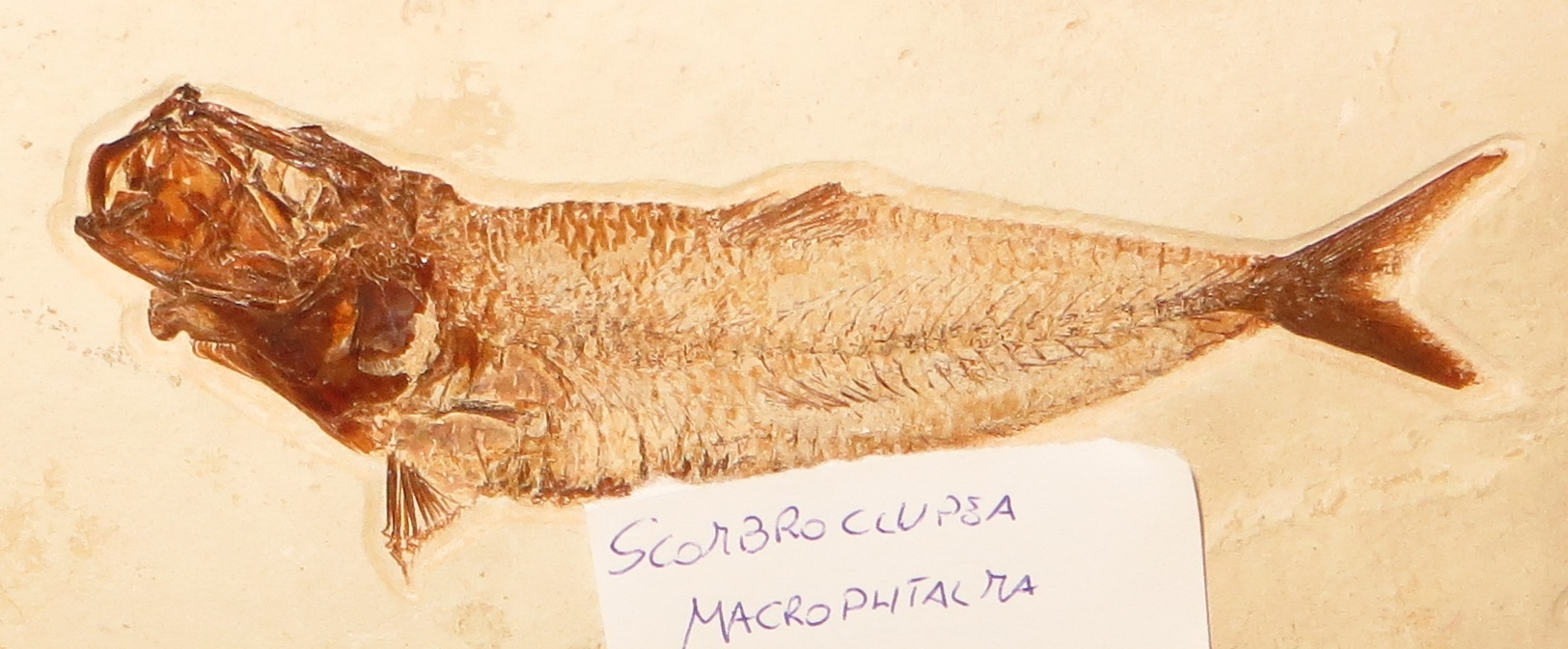
Fossile de Scombroclupea macrophtalma.

## Publication originale
- (de) Rudolf Kner, « Über einige fossile Fische aus den Kreide- und Tertiärschichten von Comen und Podsused », Sitzungsberichte der Kaiserlichen Akademie der Wissenschaften. Mathematisch-naturwissenschaftliche Classe. Abteilung I, vol. 48,‎ 8 octobre 1863, p. 126-148 (ISSN 0371-4810, lire en ligne).